# Єгоров Віктор Миколайович
Ві́ктор Микола́йович Єго́ров (21 травня 1940, Севастополь) — український радіобіолог, фахівець у галузі біофізики моря. Академік Національної академії наук України у 2012–2022 роках.

## Біографія
Віктор Єгоров народився у 1940 році у Севастополь.
У 1967 році закінчив з відзнакою Севастопольський приладобудівний інститут за фахом «математичні лічильно-вирішальні прилади і пристрої».
Починаючи з 1968 року, наукова діяльність Віктора Єгорова пов'язана з Інститутом біології південних морів ім. О. О. Ковалевського НАН України.
1983—1989 — завідувач лабораторії динамічної хемоекології.
1989—1994 — заступник директора з наукової роботи.
1991—2010 — завідувач відділу радіаційної і хімічної біології.
З 2010 року виконує обов'язки головного наукового співробітника відділу радіаційної і хімічної біології.
У 1976 році отримав науковий ступінь кандидата фізико-математичних наук; у 1988 році — доктора біологічних наук. З 2005 року — професор.
6 травня 2006 року обраний членом-кореспондентом НАН України за спеціальністю біофізика моря.
13 квітня 2012 року обраний академіком НАН України за спеціальністю екосистемологія.
Після окупації АР Крим і міста Севастополя Російською Федерацією залишився на окупованій території, продовжує працювати в незаконно приєднаному до Російської академії наук Інституті біології південних морів.
15 червня 2022 року виключений зі складу академіків НАН України за власним бажанням.

## Наукова діяльність
Віктор Єгоров працює над вивченням процесів взаємодії морських організмів із радіоактивними і хімічними речовинами в морському середовищі; досліджує екологічну роль струминних метанових газовиділень з дна Чорного моря. Коло його наукових інтересів — застосування радіотрасерних методів для опису нестаціонарних геохімічних процесів у просторово-часових масштабах — від синоптичного до міжрічного і кліматичного з урахуванням впливу екологічного та біогеохімічного чинників.
Віктор Єгоров експериментально обґрунтував структуру камерних моделей, що відображають кінетичні закономірності мінерального і радіоізотопного обміну неживої та живої речовини в морському середовищі. На основі напівемпіричної теорії камерного моделювання вперше реалізовано балансовий принцип адекватного опису динаміки потоків радіоактивних та хімічних речовин між компонентами морських екосистем у масштабі часу перебігу сорбційних і метаболічних процесів з урахуванням трофічних взаємодій та біологічного продукування, а також на єдиній параметричній базі й за допомогою сучасних методів оцінювання балансу речовини та енергії в морських екосистемах. Єгоров сформулював теорію екологічної ємності морського середовища щодо забруднювальних речовин, яка ґрунтується на застосуванні теорії мінерального обміну та сорбційних взаємодій для математичної інтерпретації концепції Володимира Вернадського про єдність процесів відтворення живої речовини й умов її існування; довів, що наростання антропогенного забруднення водойм може призвести до зміни порядку метаболічних реакцій морських організмів із першого на нульовий рівень, а також до насичення сорбувальних поверхонь седиментів і донних осадів, в умовах яких система біогеохімічного самоочищення води втрачає стійкість; розробив методи нормування потоків антропогенного забруднення акваторій України за біогеохімічними критеріями в умовах реалізації концепції сталого розвитку; оцінив граничні потоки біогеохімічного самоочищення води низки акваторій Чорного моря від радіонуклідів, важких металів і поліхлорбіфенілів.
Учений досліджував реакцію Чорного моря на радіоактивне забруднення внаслідок ядерної аварії на Чорнобильській АЕС. За результатами радіоекологічного моніторингу та за допомогою моделювання спрогнозовано масштаби тривалості радіаційного впливу й дозові навантаження радіонуклідів чорнобильського походження на морські організми. Розроблено радіотрасерні методи оцінювання інтенсивності вертикального водообміну та змішування річкової і морської води в Чорному морі за даними перенесення й міграції радіонуклідів чорнобильського походження. За результатами радіотрасерних спостережень і моделювання водного, сольового та радіотрасерного балансу оцінено інтенсивність великомасштабного водообміну в Чорному морі. Віктор Єгоров виявив струменеві метанові газовиділення з дна Чорного моря на глибинах від 18 до 2100 м, а також бактеріальні мати і коралоподібні утворення в місцях просочування метану з морського дна. Складено карту локалізації полів метанових газовиділень у Чорному морі; досліджено приуроченість сипів до профілю дна; оцінено розмірні спектри і потік струменів виділення газу з окремих полів; визначено вік карбонатів коралоподібних структур і досліджено низку ефектів середовищеутворювальної та екологічної ролі метанових газовиділень, зокрема оцінено вплив на парниковий ефект; виявлено сульфідні утворення в місцях струменевих метанових газовиділень, які свідчать про надходження сірководню в придонні шари Чорного моря в місцях просочування метану.
Єгоров є автором понад 250 праць; підготував п'ятьох кандидатів наук.
З 1970 року брав участь у понад 30 рейсах на науково-дослідних суднах у Чорному морі, Атлантичному, Тихому й Індійському океанах; виступав із науковими доповідями більше ніж на 20 міжнародних конференціях у 10 країнах.
Вчений заслужив визнання вітчизняної і міжнародної наукової спільноти. Він є членом Міжнародного союзу радіоекологів, Українського ядерного товариства, Міжнародного товариства екоетики, спеціалізованих учених рад із захисту докторських та кандидатських дисертацій при Інституті біології південних морів та Морському гідрофізичному інституті НАН України, входить до складу редколегії часопису «Морський екологічний журнал».

### Основні наукові праці
1. Морская динамическая радиохемоэкология. Москва, 1986 (співавтор).
2. Молисмология Черного моря. Київ, 1992 (співавтор).
3. Нормирование потоков антропогенного загрязнения черноморских регионов по биогеохимическим критериям // Экология моря. Св., 2001. Вып. 57.
4. Современные представления о средообразующей и экологической роли струйных метановых газовыделений со дна Черного моря // Мор. экол. журн. 2003. Т. 2, № 3 (співавтор).
5. Радиоэкологический отклик Черного моря на чернобыльскую аварию. Севастополь, 2008 (співавтор).

## Звання та нагороди
- Державна премія України в галузі науки і техніки (2007)
- Орден «За заслуги» ІІІ ступеня (2011)